# Egidio Ponzo
Ing. Egidio Luigi Ponzo (Latronico, 26 dicembre 1946) è un politico italiano.

## Biografia
Egidio Luigi Ponzo è nato a Latronico, in provincia di Potenza dove ha vissuto fino all'età di 14 anni frequentando le scuole elementari e medie. Ha proseguito gli studi classici a Caserta presso i Salesiani per poi completarli a Napoli presso il Liceo Umberto dove si è diplomato nel 1965 per poi iscriversi alla facoltà di Ingegneria dell'Università degli Studi di Napoli.
Sposato con Silvana Marra dal 1978, ha avuto 2 figli: Pasquale Luigi, ingegnere e Marcella, avvocato.

### Attività politica
Iscritto alla Democrazia Cristiana dal 1974, è stato Membro del Comitato Provinciale di Potenza prima, della Direzione Regionale di Basilicata poi e successivamente Vice Segretario Provinciale di Potenza.
Sindaco di Latronico da febbraio 1975 a novembre 1976; da marzo 1985 a maggio 1990 e da luglio 1990 a febbraio 1991 (in liste facenti capo alla Democrazia Cristiana).
Nel 2002 viene nuovamente eletto Sindaco di Latronico, venendo riconfermato anche nel 2007; mantiene l'incarico fino alla scadenza naturale del 2012.
È stato consigliere nazionale del Partito Popolare Italiano e successivamente, a seguito della scissione del marzo 1995, membro della Commissione Nazionale di Garanzia Statutaria dei Cristiani Democratici Uniti.
Nel 1995 è stato candidato alle elezioni per il Consiglio Regionale di Basilicata nella lista Maggioritaria del Polo per le Libertà.
Iscritto a Forza Italia nel 2000, è stato Coordinatore Comunale di Latronico e Responsabile Provinciale delle Politiche del lavoro.
Nel 2001 è stato candidato alle elezioni politiche nel collegio senatoriale Val d’Agri-Lagonegrese ed è risultato eletto senatore della repubblica per la XIV legislatura, nella quale è stato membro della XIII Commissione Permanente (Territorio, Ambiente, Beni Ambientali) nella quale ha svolto le funzioni di capo gruppo;
è stato inoltre membro delle seguenti commissioni del Senato:
- Commissione Interparlamentare per le Questioni Regionali
- Commissione Parlamentare Consultiva per la Riforma Fiscale
- Commissione speciale in materia di infanzia e di minori
- Comitato Parlamentare per i Procedimenti di accusa
- Commissione d'inchiesta sulle cause dell'inquinamento del fiume Sarno

Dal febbraio 2005 a maggio 2007 è stato Commissario Provinciale di Matera
Nel 2006 è stato candidato alla Camera dei deputati nella Circoscrizione Basilicata ed è risultato eletto deputato nella XV legislatura nella quale ha svolto i seguenti incarichi: iscritto al Gruppo Parlamentare Forza Italia e membro della IV Commissione Permanente (Difesa).
Alle elezioni politiche del 2001 è candidato al Senato della Repubblica, in regione Basilicata, nel collegio di Maratea, sostenuto dalla Casa delle Libertà (in quota FI): pur risultando sconfitto dal candidato de L'Ulivo Romualdo Covello, viene comunque eletto senatore per via del meccanismo del recupero proporzionale.

### Elezione a deputato
Alle elezioni politiche del 2006 viene eletto alla Camera dei Deputati, nella circoscrizione Basilicata, nelle liste di Forza Italia, per via della rinuncia di Silvio Berlusconi e di Elio Vito (che optano per un'altra circoscrizione).
Alle elezioni politiche del 2008 non è ricandidato in parlamento.

### Attività professionale
Laureato in Ingegneria Civile sezione Trasporti presso l'Università degli Studi di Napoli il 29 ottobre 1975, si è abilitato all’esercizio della professione di Ingegnere nella II sessione dell’anno 1975 con voti 114/120 (centoquattordici su centoventi);
Iscritto all'Ordine degli Ingegneri della Provincia di Potenza;
Iscritto all'Albo dei Progettisti, Direttori dei Lavori e Collaudatori dell'ex Agenzia per la Promozione dello Sviluppo del Mezzogiorno per le seguenti specializzazioni:
- Acquedotti e Fognature insieme ad opere di Irrigazione.
- Lavori Stradali, Ferroviari e Gallerie.

Iscritto all'Albo dei Collaudatori della Regione Basilicata (Del. G.R.n.3871 del 28/07/1995)
Iscritto all'Albo Regionale dei Collaudatori della Regione Campania (Del. G.R.n.763 del 06/02/1996), al n.2138, per le seguenti Sezioni: 
1. Opere Edili con impianti connessi
2. Infrastrutture civili (opere stradali,opere acquedottistiche e fognarie con impianti connessi di sollevamento e di trattamento delle acque, impianti di pubblica illuminazione),
3. Opere idrauliche, di bonifica e di sistemazione montana.

Da libero professionista ha progettato, diretto, calcolato e collaudato opere pubbliche e private ed ha redatto strumenti urbanistici.
È stato Direttore dei Lavori nell’ambito del Sistema Alta Velocità: Linea Milano-Napoli, tratta Bologna-Firenze relativamente agli Interventi di mitigazione socioambientale ed alle opere di interconnessione di San Ruffillo.
È stato Ingegnere Capo,  su incarico della Presidenza del Consiglio dei Ministri,  dei lavori di realizzazione dell’Area Industriale di Baragiano.
È stato Direttore dei Lavori, su incarico del Ministero dell'Industria Commercio e Artigianato, della strada di collegamento dell'Asse Viario Basentana-Baragiano-Muro Lucano-Nerico con l'Abitato di Balvano.

### Altri incarichi
Esperto in materia di "Sicurezza ed Igiene nei luoghi di lavoro" , è Responsabile del Servizio di Prevenzione e di Protezione Aziendale (D. Lgs. n. 626/94) delle seguenti Aziende:
- banca popolare del sinni ora banca popolare del materano
- soc. coop. agrocarne sud
- edil kasa s.r.l. lauria

È risultato vincitore del Concorso di Progettazione del Piano di Sicurezza (di cui all’art.4 Legge 626/94) del Comune di Latronico.
Ha partecipato al Seminario Informativo in materia di Sicurezza ed Igiene nei luoghi di Lavoro organizzato dall’Ordine degli Ingegneri della Provincia di Potenza.
Ha frequentato il Corso per «Coordinatore per la Sicurezza sui Cantieri Mobili» della durata di n.120 ore ai sensi dei commi 2 e 3 dell’art.10 del D.Lgs.494/96, organizzato dall’Ordine degli Ingegneri della Provincia di Potenza.
È stato consulente tecnico stime immobili per conto della Banca Popolare del Sinni.
Dal 1989 al 1991 è stato PRESIDENTE del Consiglio di Amministrazione della NOVA S.p.A., società del Gruppo GEPI.

### Incarichi pubblici
Componente del Comitato Tecnico della Programmazione della Regione Basilicata dal 1980 al 1988.
Componente del Consiglio di Amministrazione dell'ERGAL (Ente Regionale Gestione Acque Lucane) nel cui ambito ha ricoperto la carica di Membro del Comitato Esecutivo dal 1988 al 1991.
Vice commissario dell'Ente per lo Sviluppo dell'Irrigazione in Puglia e Lucania dal 1991 al 1994.
Consigliere Comunale di Latronico dal 1974 al 1994.
Sindaco del Comune di Latronico, da Febbraio 1975 a Novembre 1976 e da Marzo 1985 a Febbraio 1991.
Consigliere Nazionale dell'ANCI dal 1985 al 1990.